# Чесночная земля
Чесночная земля (Чесночная страна, Кноблаухсланд, нем. Knoblauchsland) — название земледельческой области в Баварии (Германия), специализирующейся на выращивании овощных культур, территориально находящейся в середине треугольника городов Нюрнберг-Фюрт-Эрланген. Это одна из самых больших земледельческих территорий в Германии в отрасли овощеводства, известная в Европе своей продукцией по меньшей мере с VIII века. Территориально Чесночная земля ограничена с юга городами Нюрнберг и Фюрт, с запада автобаном А73, городом Эрланген с севера, и Зебальдским имперским лесом с северо-востока и востока. В восточной части области располагается аэропорт г. Нюрнберг.